# Werner II d'Asburgo
Werner II d'Asburgo, detto Werner il Pio (1025-1030 – 11 novembre 1096), fu conte di Alsazia e conte di Asburgo.

## Biografia
Figlio di Radbot e di Ida di Lorena, e nipote di Werner I, arcivescovo di Strasburgo, alla morte del padre gli successe nel titolo di conte di Alsazia. Nel 1082 circa acquisì il titolo di conte di Asburgo, primo della dinastia ad avere questo titolo, grazie alle conquiste ottenute nelle terre dell'odierna Svizzera settentrionale, presso il territorio del castello di Habichtsburg in Argovia. Sempre nello stesso anno, il conte Werner rinunciò al suo dominio sull'abbazia di Muri e fece abolire le antiche usanze eremitiche dai monaci di San Biagio. Muri fu reso un baliato sottoposto alla sua protezione.
Il conte era coinvolto nelle vicende matrimoniali del duca di Svevia Rodolfo di Rheinfelden e anti-re dei Romani (dal 1077 al 1080): nelle fonti risulta un certo "cognatus di Rodolfo [un parente per via materna] Werner", che probabilmente è da identificare con il conte Werner d'Asburgo. Ciò offre un indizio sulla relazione dei conti di Rheinfelden e degli Asburgo, altrimenti nota solo dagli Acta Murensis. Fu sostenitore del papato durante la lotta per le investiture.
Grazie al matrimonio con Regulinda di Baden, gli Asburgo entrarono in relazione familiare con la stirpe retica dei Lenzburg, che era particolarmente ricca in Argovia e, come patroni del monastero di Säckingen, era molto influente anche sulla riva destra del Reno nell'Albgau.

## Matrimonio e figli
Werner sposò Reginlinde di Nellenbourg, contessa di Baden, detta anche Regulinda di Baden (1027–1090), della stirpe dei Lenzburg. Essi ebbero:
- Alberto II, balivo dell'abbazia di Muri, morto senza eredi.
- Ottone II, che succedette al titolo paterno;

## Ascendenza
|                          |   |           | Genitori |  |  | Nonni |  |  | Bisnonni         |  |  | Trisnonni        |  |
|                          |   |           |          |  |  |       |  |  | Guntram il Ricco |  |  | Ugo I di Nordgau |  |
|                          |   |           |          |  |  |       |  |  | Guntram il Ricco |  |  | Ugo I di Nordgau |  |
|                          |   | Hildegard |          |  |  |       |  |  | Guntram il Ricco |  |  |                  |  |
| Lanzellino d'Asburgo     |   |           |          |  |  |       |  |  | Guntram il Ricco |  |  |                  |  |
|                          |   | …         | …        |  |  |       |  |  |                  |  |  |                  |  |
|                          |   | …         | …        |  |  |       |  |  |                  |  |  |                  |  |
|                          |   | …         | …        |  |  |       |  |  |                  |  |  |                  |  |
| Radbot                   |   | …         |          |  |  |       |  |  |                  |  |  |                  |  |
|                          |   | …         | …        |  |  |       |  |  |                  |  |  |                  |  |
|                          |   | …         | …        |  |  |       |  |  |                  |  |  |                  |  |
|                          |   | …         | …        |  |  |       |  |  |                  |  |  |                  |  |
| Luitgarda di Nellenbourg |   | …         |          |  |  |       |  |  |                  |  |  |                  |  |
|                          |   | …         | …        |  |  |       |  |  |                  |  |  |                  |  |
|                          |   | …         | …        |  |  |       |  |  |                  |  |  |                  |  |
|                          |   | …         | …        |  |  |       |  |  |                  |  |  |                  |  |
| Werner II d'Asburgo      |   | …         |          |  |  |       |  |  |                  |  |  |                  |  |
|                          | … | …         |          |  |  |       |  |  |                  |  |  |                  |  |
|                          | … | …         |          |  |  |       |  |  |                  |  |  |                  |  |
|                          | … | …         |          |  |  |       |  |  |                  |  |  |                  |  |
| …                        | … |           |          |  |  |       |  |  |                  |  |  |                  |  |
|                          |   | …         | …        |  |  |       |  |  |                  |  |  |                  |  |
|                          |   | …         | …        |  |  |       |  |  |                  |  |  |                  |  |
|                          |   | …         | …        |  |  |       |  |  |                  |  |  |                  |  |
| Ida                      |   | …         |          |  |  |       |  |  |                  |  |  |                  |  |
|                          |   | …         | …        |  |  |       |  |  |                  |  |  |                  |  |
|                          |   | …         | …        |  |  |       |  |  |                  |  |  |                  |  |
|                          |   | …         | …        |  |  |       |  |  |                  |  |  |                  |  |
| …                        |   | …         |          |  |  |       |  |  |                  |  |  |                  |  |
|                          |   | …         | …        |  |  |       |  |  |                  |  |  |                  |  |
|                          |   | …         | …        |  |  |       |  |  |                  |  |  |                  |  |
|                          |   | …         | …        |  |  |       |  |  |                  |  |  |                  |  |
|                          |   | …         |          |  |  |       |  |  |                  |  |  |                  |  |